# 南浦島
南浦島是中國廣東省廣州市番禺區洛浦街道的一個島嶼，北邻广州市海珠区，西北是广州市荔湾区，北接沙滘島洛溪村，西接佛山市順德區陳村鎮，東及南接大石街中心，行政村有：东乡、西一、西二、西三、桔树。社区居委会有：廣州碧桂園、丽江花园、海滨花园、锦绣半岛、月亮湾也於島上。交通：岛内西北端有去往黄沙水产市场的水上巴士，島上有南浦大橋及麗江大橋連接至沙滘島洛溪村，另有南浦大道連接至大石街中心。高速公路有东新高速S39北方向去往广州多地，沙湾、市桥方向有广州南站，廣州地鐵2號綫也經過該島，設有南浦站。
受2021年廣州市荔灣區2019冠狀病毒病聚集性疫情影響，南浦島於2021年5月29日封島，所有人員車輛不得外出，途經南浦島的公共交通服務也暫停，5月31日恢復。